# Robert Danielski
Robert Danielski pseudonim Rob-D (ur. 13 listopada 1977) – polski muzyk i kompozytor, gitarzysta. Robert Danielski znany jest przede wszystkim z występów w formacji Abused Majesty, której był członkiem w latach 2005-2008. Danielski współpracował ponadto z grupami Cinis, Cinerarium i Changer. Od 2008 roku gra w islandzkim zespole Changer.

## Dyskografia
- Cinerarium - Midian (demo, 1995; 2004, Metal Jeers Productions)
- Cinis - Vile Angels (2004, Metal Jeers Productions)
- Abused Majesty - Crusade for Immortality (demo, 2006, wydanie własne)
- Cinis - The Last Days of Ouroboros (2007, Old Temple Productions)
- Abused Majesty - ...So Man Created God in His Own Image (2008, Empire Records; 2009, Witching Hour Productions)
- Changer - Darkling (2010, wydanie własne)